# Trần Quán
Trần Quán (giản thể: 陈瓘; phồn thể: 陳瓘; 1057 – 1124), tự Doanh Trung (文叔), hiệu Liễu Ông (了翁), ngoại hiệu Hoa Nghiêm cư sĩ (華嚴居士), là nhà văn, quan viên thời Bắc Tống trong lịch sử Trung Quốc.

## Cuộc đời
Trần Quán quê ở huyện Sa, châu Nam Kiếm (nay là quận Sa Huyện, địa cấp thị Tam Minh). Ông nội là Trần Thế Khanh, đỗ Tiến sĩ năm 985, quan đến Bí thư lang, gia phong Thái thường Bác sĩ. Năm 1079, Trần Quán đỗ Thám hoa, phong chức Chưởng thư ký Hồ Châu.
Năm 1089, giữ chức Thông phán Việt Châu, không lâu chuyển Thông phán Ôn Châu. Năm 1094, được Chương Đôn đề bạt làm Thái học Bác sĩ, Trần Quán khuyên Đôn nên "tiêu bằng đảng, trì trung đạo". Bọn Thái Biện, Lâm Tự muốn thiêu hủy Tư trị thông giám. Trần Quán cố tình tại kỳ thi Thái học trích dẫn lời khen của Tống Thần Tông đối với tác phẩm này làm đề thi. Bọn Lâm Tự thấy thế bèn thôi.
Năm 1100, Tống Huy Tông bổ nhiệm Trần Doanh Trung làm Tả chính ngôn, trạc Tả tư gián. Doanh Trung lấy "trực gián" (can gián ngay thẳng) mà nổi tiếng, từng chỉ trích Hoàng thái hậu tham gia chính sự. Do đó, bị giáng chức vào Lương Liêu viện Dương Châu, không lâu chuyển sang Vô Vi quân. Doanh Trung bị giáng chức đến Thông Châu, buổi tối hay đọc Lạc Phố lục (洛浦録), thường có cảm ngộ.
Năm 1122, chết, thụy Trung Túc (忠肅), để lại tác phẩm Liễu Trai tập (了齋集).

## Trong văn học
Trong tiểu thuyết Thủy hử, Trần Quán xuất hiện ở hồi 97, vì đối lập với đám gian thần Thái Kinh, Đồng Quán, Cao Cầu, Dương Tiễn mà bị Cao Cầu dùng cớ viết Tôn Nghiêu lục (尊堯錄) có ý phỉ báng triều đình xét tội. Nhờ Thái úy Túc Nguyên Cảnh cầu tình mà Trần Quán không bị xử lý, lại được thăng chức An phủ, theo quân Tống Giang (tức Tống Công Minh) chinh phạt Điền Hổ.